# Trucicielka i inne historie o namiętnościach
Trucicielka i inne historie o namiętnościach (fr. Concerto à la mémoire d'un ange) – zbiór czterech opowiadań francuskiego pisarza Érica-Emmanuela Schmitta, wydany we Francji w 2010 r. przez Albin Michel, a w Polsce w 2011 r. przez Wydawnictwo Znak. W 2010 roku książka została wyróżniona nagrodą Le Prix Goncourt de la Nouvelle.

## Opowiadania
- L'empoisonneuse
- Le retour
- Concerto à la mémoire d'un ange
- Un amour à l'Elysée